# Iakob Kajaia
Iakob Kajaia (n. 28 septembrie 1993, Tsqaltubo⁠(d), Imeresia⁠(d), Georgia) este un luptător ce a reprezentat Georgia, medaliat olimpic. A participat la 2 ediții ale Jocurilor Olimpice (2016, 2020) în care a câștigat o medalie de argint.